# Cordillera Real (Ecuador)
Cordillera Real (deutsch „Königskordillere“) ist der Name einiger Hochgebirgsketten in den Anden Südamerikas.
In Ecuador, wo sie auch unter den Bezeichnungen Cordillera Central (Zentralkordillere) bzw. Cordillera Oriental (Ostkordillere) bekannt ist, stellt sie ein relativ schmales System paralleler Bergketten dar, die ihre größte Höhe im Cotopaxi (5897 m) erreichen, unweit des Hochlandes von Quito. Die zweite Kordillere der Anden in Ecuador ist die Cordillera Occidental, die Westkordillere.
Das Gebirge und Hochland nimmt etwa ein Drittel der Staatsfläche von Ecuador ein und ist wesentlich dichter besiedelt als die flachen Regionen an der Pazifik-Küste oder auf der Ostseite in Richtung Amazonasbecken.
Die Cordillera Real ist etwa 150 bis 200 km breit und geht nach Norden – jenseits der Grenze zu Kolumbien – in ein niedrigeres Bergland bei der Stadt Pasto über, während sie sich weitere 300 km nordöstlich in drei Gebirgsketten aufteilt (Cordillera Occidental, Central und Oriental) und auf 300 bis 400 km verbreitert.
Auch in Richtung Süden – in Peru – teilt sich die Kordillere gleichermaßen in drei ebenso benannte Gebirgsketten, zwischen denen nur schmale Täler und einige Quellflüsse des Amazonas liegen.
Die spezielle Morphologie der ecuadorianischen Kordillere hat hingegen die Ausprägung einiger breiter Hochländer zur Folge, die klimatisch und siedlungsgeografisch begünstigt sind. Hier hat daher auch im 18. Jahrhundert die „peruanische Gradmessung“ der Pariser Akademie stattgefunden, welche die Bestimmung der Erdfigur und die Definition des Meters zum Ziel hatte.